# مارشفیلد (ایندیانا)
مارشفیلد (به انگلیسی: Marshfield) یک منطقهٔ مسکونی در ایالات متحده آمریکا است که در شهرستان وارن، ایندیانا واقع شده‌است. مارشفیلد ۲۱۳ متر بالاتر از سطح دریا واقع شده‌است.